# Diospyros mindanaensis
Diospyros mindanaensis är en tvåhjärtbladig växtart som beskrevs av Elmer Drew Merrill. Diospyros mindanaensis ingår i släktet Diospyros och familjen Ebenaceae. Inga underarter finns listade i Catalogue of Life.